# منتخب ماكاو لهوكي الدحرجة
منتخب ماكاو لهوكي الدحرجة هو ممثل ماكاو الرسمي في المنافسات الدولية في هوكي الدحرجة
.